# MAGURA V5
MAGURA V5 (Akronym für englisch Maritime Autonomous Guard Unmanned Robotic Apparatus V-type), auch Magura (ukrainisch «М́аґура»), ist eine Überwasser-Drohne des ukrainischen Militärs mit vielseitigen Einsatzmöglichkeiten: Überwachung, Aufklärung, Patrouillen, Such- und Rettungsoperationen, Minenabwehr, Schutz der Marine sowie Kampfeinsätze.
Die Drohne wurde nach der Göttin des Krieges und des Sieges aus der slawischen Mythologie benannt.

## Geschichte

### Entwicklung
Für die Konstruktion und Herstellung einer neuen Überwasser-Drohne hat der ukrainische Militärnachrichtendienst (HUR) Verträge mit privaten Unternehmen unterzeichnet, die zuvor mit dem Sicherheitsdienst der Ukraine (SBU) bei der Entwicklung von Drohnen zusammengearbeitet hatten. Diese Unternehmen hatten sich jedoch aufgrund von Meinungsverschiedenheiten über Projektanforderungen und Budget von der SBU getrennt. Diese neue Partnerschaft mit dem HUR führte schließlich zur Entwicklung der MAGURA V5-Drohne.
Im November 2022 kündigte die Regierung der Ukraine die Entwicklung einer ukrainischen Überwasser-Kamikaze-Drohne mit einer Reichweite von bis zu 800 km an. Das Boot wurde zum ersten Mal auf der International Defence Industry Fair (IDEF) vorgestellt, die vom 25. bis 28. Juli 2023 in Istanbul, Türkei, stattfand. Am 29. Juli 2023 bestätigte ein von CNN veröffentlichter Bericht, dass die Kamikaze-Drohne vom Typ MAGURA V5 nicht nur ein Anschauungsmodell war, sondern bereits als voll einsatzfähiges System existierte.
Im Gegensatz zur Sea Baby, die vom SBU verwendet wird, trägt die MAGURA V5 eine kleinere Sprengladung. Während die SBU-Drohnen hauptsächlich für Angriffe auf statische Ziele wie Schiffe im Hafen verwendet werden, ist die MAGURA V5 überwiegend für den Angriff auf Kriegsschiffe konzipiert, die sich aktiv auf See bewegen, aufgrund ihrer kleineren Größe und besseren Manövrierfähigkeit.
Angeblich kann die Drohne mit R-73-Flugabwehrraketen ausgestattet werden und somit zur Bekämpfung von Hubschraubern eingesetzt werden.

## Einsatz

### Russisch-Ukrainischer Krieg
Am 24. Mai 2023 wurde als erstes Ziel das russische Aufklärungsschiff Iwan Churs mit drei MAGURA-V5-Drohnen des HUR angegriffen. Dies ereignete sich in einer Entfernung von 140 Kilometern nordöstlich des Bosporus in der Wirtschaftszone der Türkei. Am 25. Mai wurde ein Video von einer der Drohnen veröffentlicht, auf dem zu sehen ist, wie sie die linke Seite des Hecks des Schiffes erreicht. Die Aufnahme bricht ab, und die Ergebnisse einer möglichen Kollision sind nicht erkennbar. Das Video hat Behauptungen des russischen Verteidigungsministeriums in Frage gestellt, dass das Schiff nicht beschädigt wurde. Nach der Veröffentlichung dieses Videos begannen pro-Kreml-Telegrammkanäle ein Video von der „Rückkehr“ des Schiffes nach dem Angriff zu verbreiten, das tatsächlich bereits 2021 auf YouTube veröffentlicht wurde. Andere veröffentlichte Fotos aus der Bucht von Sewastopol ermöglichen keine sichere Identifizierung des Schiffes.
Am 10. November 2023 versenkten MAGURA V5 die ersten russischen Schiffe. In der Nähe des Dorfes Tschornomorske in der Wuska-Bucht griff das HUR zwei Landungsboote an. Es handelte sich um die D-144 der Serna-Klasse und die D-295 der Ondatra-Klasse.
Am 1. Februar 2024 griffen sechs MAGURA-V5-Drohnen die russische Korvette Iwanowez des Projekt 12411 (NATO-Bezeichnung: Tarantul-III-Klasse) an. Aufgrund mehrerer direkter Treffer, darunter an Backbord in den Rumpf, die vermutlich eine Explosion von P-270 Moskit-M-Raketen (NATO-Bezeichnung: SS-N-22 Sunburn) verursacht haben, erlitt das russische Schiff erhebliche Schäden und sank schließlich. Der Einsatz von MAGURA V5 wurde durch den Leiter des HUR, Generalleutnant Kyrylo Budanow, bestätigt.
Am frühen Morgen des 14. Februar 2024 veröffentlichten die Medien Informationen, dass Drohnen des HUR das russische große Landungsschiff Zesar Kunikow (BDK-64, Projekt 775, Ropucha-Klasse) in den Gewässern des Schwarzen Meeres angegriffen haben. Später bestätigte der Generalstab der Streitkräfte der Ukraine die Informationen. Die Operation wurde von ukrainischen Aufklärern der Group 13 in Zusammenarbeit mit allen Komponenten der Sicherheits- und Verteidigungskräfte der Ukraine durchgeführt. Das Schiff wurde nahe der Küste der besetzten Krim in der Nähe der Stadt Alupka mit mehreren MAGURA-V5-Dronen angegriffen. Auf dem veröffentlichten Video wird sichtbar, dass das Schiff nach Backbord kippte und kenterte. Laut dem HUR war die Such- und Rettungsoperation der russischen Kräfte nicht erfolgreich. Der Sprecher der Seestreitkräfte der Streitkräfte der Ukraine, Dmytro Pletentschuk, kommentierte, dass nach der Zerstörung der Zesar Kunikow im Schwarzen Meer von den 13 großen Schiffen der Schwarzmeerflotte nur noch fünf einsatzbereit übrig geblieben sind. Es könnten sich fast 90 Seeleute an Bord befunden haben. Die genaue Anzahl der Seeleute, die sich an Bord befanden, ist derzeit unbekannt, aber „die Verluste unter dem Personal sollten erheblich sein“, so Pletentschuk.
In der Nacht vom 4. auf den 5. März 2024 griff die Spezialeinheit des HUR Group 13 die Sergei Kotow der Schwarzmeerflotte, eine Korvette der Wassili-Bykow-Klasse, mit fünf MAGURA V5 an. Die Mission fand in Zusammenarbeit mit den Seestreitkräften der Ukraine und mit Unterstützung des Ministeriums für digitale Transformation der Ukraine statt. Als Folge des Angriffs durch die Drohnen erlitt das russische Schiff Schäden am Heck sowie an der Steuerbord- und Backbordseite. Das Schiff wurde durch Feuer in den Territorialgewässern der Ukraine in der Nähe der Straße von Kertsch beschädigt und ist wahrscheinlich gesunken. Die Sergei Kotow war eines der neuesten Schiffe der russischen Schwarzmeerflotte und wurde erst am 30. Juli 2022 in die Flotte aufgenommen. Sein ungefährer Preis beträgt 65 Millionen US-Dollar.
Bei Angriffen auf ein Schiff sollen bis zu zehn Drohnen angreifen. Schiffe werden aus verschiedenen Richtungen angegriffen.
Im Januar 2025 wurde berichtet, dass eine Magura V5-Drohne zwei russische Hubschrauber abgeschossen habe.
Am 3. Mai 2025 wurden laut HUR und russischen Militärbloggern eine oder zwei russische Su-30, eingesetzt gegen potentielle Angriffe durch ukrainische MAGURA-V5-Drohnen, nahe Noworossijsk mittels Luft-Luft-Raketen (AIM-9 Sidewinder) abgeschossen. Diese wurden von einer 
neuen Modifikation der Seedrohne, der etwas größeren MAGURA V7, abgefeuert, was militärhistorisch den ersten Fall eines derartigen Abschusses darstellt.

## Technische Eigenschaften
Einige technische Eigenschaften der Drohne wurden vom Ministerium für digitale Transformation der Ukraine im November 2022 veröffentlicht:
| Eigenschaft                | Wert                                                        |
| -------------------------- | ----------------------------------------------------------- |
| Länge                      | 5,5 m                                                       |
| Gesamtgewicht              | < 1000 kg                                                   |
| Nutzlast                   | 320 kg                                                      |
| Betriebsradius             | bis zu 400 km                                               |
| Reichweite                 | bis zu 800 km                                               |
| Autonomie                  | bis zu 60 h                                                 |
| Kampflast                  | bis zu 200 kg                                               |
| Reisegeschwindigkeit       | 41 km/h                                                     |
| Maximalgeschwindigkeit     | 78 km/h                                                     |
| Navigationsmethoden        | automatische GNSS, inertiale, visuelle                      |
| Übertragung von Videodaten | bis zu drei HD-Videostreams                                 |
| Verschlüsselung            | 256-Bit-Verschlüsselung                                     |
| Kosten der Einheit         | 10 Millionen Hrywnja (ca. 247.000 Euro, Stand Februar 2024) |

Es wird berichtet, dass neben der Drohne selbst, die mit einem Autopilot-System, Videosystemen einschließlich Nachtsicht, redundanten Kommunikationsmodulen und einer Kampfeinheit ausgestattet ist, eine bodengestützte autonome Kontrollstation, ein Transport- und Lagerungssystem sowie ein Datenzentrum enthalten sind.